# Obrok
Obrok je celostátní setkání skautů a skautek starších patnácti let – roverů a rangers. Akci pořádá Junák – český skaut. Skauti se ze potkávají, navazují kontakty, diskutují s odborníky, realizují workshopy i službu pro místní komunitu lidí. Večery pak vyplní zábavou na koncertech u táboráků nebo posezením v na krátkou dobu postavených čajovnách nebo kavárnách. Obrok nazýván také skautským festivalem nebo českým skautským mootem.
Poprvé se uskutečnil v květnu roku 2000, poté v roce 2003 a od té doby se koná vždy jednou za dva roky. V roce 2021 se Obrok kvůli nejasnému vývoji v pandemii koronaviru neuskutečnil. Zatím poslední ročníku Obroku se uskutečnil v roce 2024 u zámku Valeč. Další by se měl uskutečnit v roce 2027.

## Historie

### Obrok 2000
První ročník roverské akce Obrok se uskutečnil v roce 2000 na tábořišti u Čechova rybníka za Skleným nad Oslavou. Setkání se tehdy zúčastnilo 450 roverů a rangers z celé České republiky. Na tábořišti nebyly žádné mikrofony a žádná aparatura. Akce vyvrcholila velkou hrou s vodním finále uprostřed rybníka. Další ročník se měl skutečně konat obrok, ale vzhledem k nedostatku organizátorů se akce v roce 2002 neuskutečnila.

### Obrok 2003
Druhý Obrok se uskutečnil tři roky po prvním a to pod heslem „Je nás hodně a jsme schopni dělat velké věci!“ pod hradem Potštejn v Orlických horách. Od roku 2003 je Obrok největším roverským setkáním v ČR. Na akci přijelo 500 roverů a rangers a na tomto Obroku se poprvé konal program Služba, při kterém stovky mladých lidí pomáhají místní komunitě. Dobové zápisy praví, že se celý Obrok rozdělil na 4 barvy dle živlů. Součástí Obroku už byla hospůdka, čajovna a cestovka (stan s tipy na expedice) a dva večerní ohně. Prvně se zde objevila i Inspira, byť se asi nejmenovala Inspira. Tak jako tak, šlo o aktivity, které si připravovaly samotné skupina. Sobota byla silně deštivá, ale i přes nepřízeň počasí se konala večerní VAPRA (variabilní programy – besedy se zajímavými lidmi).

### Obrok 2005
Obrok 2005 se konal téměř na samotě uprostřed velikých luk v příjemném prostředí posázavské krajiny poblíž Dobré nad Sázavou. Účastníci toho setkání nejvíce vzpomínají na velkou hru a rozmanitou a neodmyslitelnou službu. Obrok 2005 byl zahájen při svíčkách a stejně jako dnes nechyběl program Inspiro či Vapro. Během akce bylo možné zajít i na vysoká lana a velká hra byla ve znamení doby krále Artuše a bojů o Svatý grál.

### Obrok 2007
V roce 2007 se konal Obrok již po čtvrté a uskutečnil se na tábořišti Bílá skála nedaleko Jindřichova Hradce. Na Obrok se jelo dobytkáčem (vlak s vagony pro dobytek pro úzkokolejce). Symbolem je ruka (každý prst má vlastní barvu a něco symbolizuje). Přijelo více než 1 100 roverů a různorodé programové aktivity střídaly ještě různorodější (třeba fotografický workshop bez fotoaparátů, diskuse o atomové energii nebo hry ze slumu, prezentace roverských kmenů a jejich originálních aktivit v Inspiru). Účastníci akce vzpomínají na speciální skautský vlak, který jel po jindřichohradecké úzkokolejce. Obrok 2007 navštívil také americký spisovatel Robert Fulghum nebo tehdejší ministr životního prostředí Martin Bursík. Závěrečný galavečer se nesl ve velkém stylu a to hlavně vzhledem k oslavám sta let od založení světové skautské organizace.

### Obrok 2009
Pátý ročník akce Obrok se uskutečnil ve dnech na přelomu dubna a května v bývalé vojenské pevnosti Josefov nedaleko Jaroměře. Akce se zúčastnilo více než 1 400 skautů z České republiky i zahraničí.
Program akce se točil kolem pomyslné červené linie „Rovering je cesta“ a program byl složen různorodě od práce s počítači, přes filmové večery, besedy, lanové centrum, geocaching, prohlídku podzemí pevnosti, saunu nebo velkou hru v prostorách pevnosti Josefov. Součástí programu byl také úspěšný pokus v hromadném tančení Algorithm March. Do tančení se zapojilo 1 088 českých skautů a od roku 2009 tak drží světový rekord. Obrok 2009 byl podpořen v rámci programu Evropa mladýma očima i Českým předsednictvím v Radě EU.

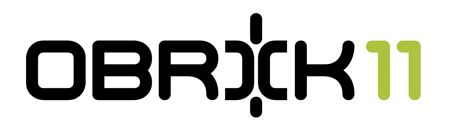
Logo festivalu Obrok 2011

### Obrok 2011
Šestý ročník akce Obrok se uskutečnil opět po dvou letech a poprvé na jižní Moravě. Hlavním mottem Obroku tentokrát bylo „Rovering je jenom slovo, pokud o něm jenom mluvíš“. Do Češkovic u Blanska přijelo víc než 700 roverů z celé republiky. Na účastníky čekalo množství aktivit a nejrůznějšího programu – vyzkoušeli si základy masáží, jógy, vyrobili vlastní placky, dozvěděli se něco o lékařích bez hranic, žurnalistice, sociálních sítích a mnoha dalších zajímavých oborech. Účastníci vzpomínají také na velkou noční hru po Blansku, na ranní mrazíky a návštěvu Moravského krasu.

### Obrok 2013

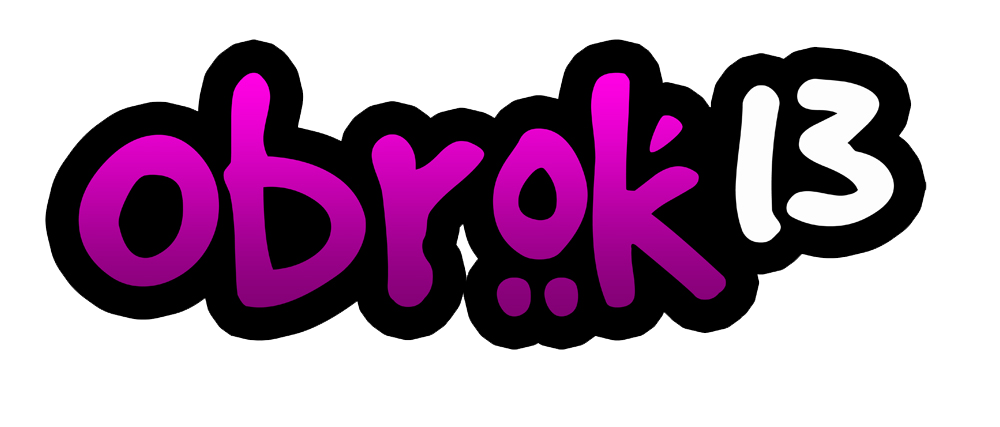
Logo festivalu Obrok 2013

Další ročník se uskutečnil v bezprostřední blízkosti Vodního hradu Švihov nedaleko Klatov v Plzeňském kraji. Akce se měla původně uskutečnit počátkem června, ale kvůli povodním musela být akce přesunuta na druhou polovinu září. Místo za zábavou jeli skauti v červnu pomáhat odklízet povodňové škody a dokázali tak, že jsou skutečně připraveni. Navíc naplnili heslo Obroku 2013, které znělo „Challenge accepted“, tedy Výzva přijata.
V září dorazilo do Švihova tisícovka mladých lidí. Tábořiště bylo rozděleno do čtyř menších subcampů, ve kterých skauti tábořili podle krajů, ze kterých přijeli. Během pěti dnů stihli účastníci akce pomoci v základní i mateřské škole ve Švihově i v okolí, opravit vodní hrad, odklidit škody po červnových povodních, ale i zahrát si velkou hru, zkusit si netradiční sporty jako Kin-ball či Tchoukball a absolvovat nespočet workshopů či přednášek. Účastníci mohli zajít také do unikátního 4D kina, které bylo jediné svého druhu v Evropě. Večery na Obroku patřili diskuzím, posezením v čajovně nebo třeba festivalovému programu odehrávající se na hlavním pódiu. Během akce vystoupilo na Obroku 12 nejrůznějších hudebních interpretů. Na Obrok 2013 přijela i řada známých osobností – umělec a prezidentský kandidát Vladimír Franz, miliardář a matematik Karel Janeček, mecenáška umění Meda Mládková, exministr Jiří Pospíšil, režisér „švihovské Popelky“ Václav Vorlíček, umělec a člen skupiny Ztohoven Roman Týc, politický analytik a novinář Jindřich Šídlo, cestovatel Dan Přibáň, zakladatel sítě Babybox Ludvík Hess, architekt a člen vyšetřovacího týmu 11/9 v New Yorku Jiří Boudník a řada dalších.

### Obrok 2015

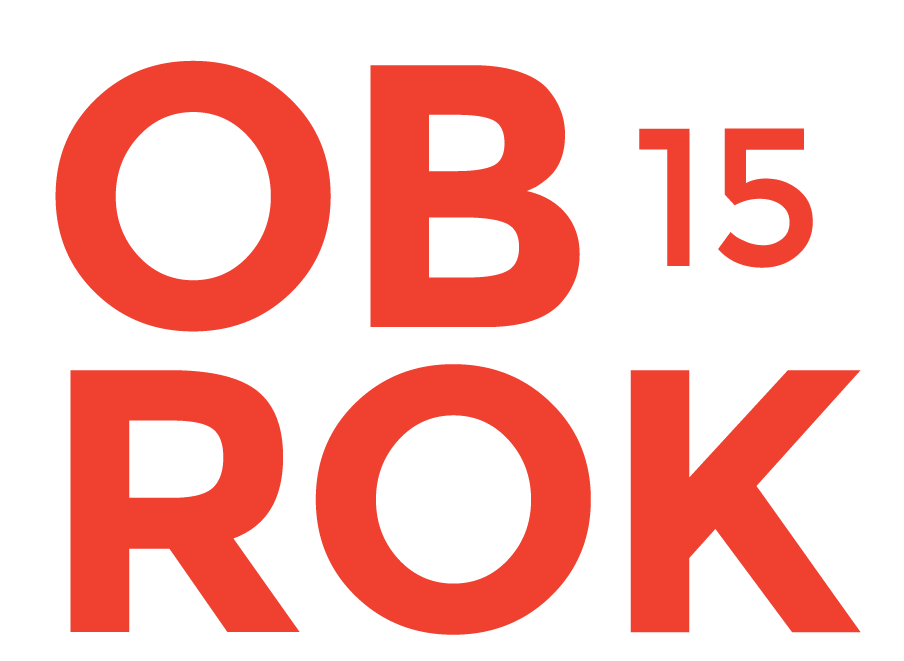
Logo festivalu Obrok 2015

Osmý ročník Obroku se uskutečnil v polovině června ve sportovním areálu Vesec v Liberci. Hlavním mottem celé akce byl tentokrát slogan „Čekám na signál“ a maskotem street artová kočka, která je novodobým symbolem severočeského Liberce. Do Vesce přijelo na Obrok přes 1 300 skautek a skautů z celé České republiky a ze severočeské metropole se stalo hlavní město skautingu roku 2015.
Během pěti obrokových dnů i tentokrát skauti zažili dva bouřlivé ceremoniály, obrokový bál, čtyři velké koncerty, improvizační divadlo, ale samozřejmě také tradiční programy jako jsou Služba, VaPro, Regiony, Inspiro, Velká hra, netradiční sporty. Nově se v programu objevil také programy Cesta a Živly. Sjížděl se Ještěd na koloběžkách, jezdilo se na lodích po liberecké přehradě, představili se hasičské jednotky i nanotechnologie na Technické univerzitě. Skauti pomáhali na Ještědu, v mateřských školách, Jedličkově ústavě, nemocnici, zoologické zahradě a také na různých farnostech.
Během soboty navštívilo Obrok 2015 několik desítek různých osobností – herec Marek Vašut, samozvaný prezident Liberlandu Vít Jedlička, šéf-komentátor sportu České televize Robert Záruba, přední český odborník na Rusko a Ukrajinu Michael Romancov, ex-ředitel Národní galerie Milan Knížák, ředitel organizace Člověk v tísni Šimon Pánek, exministr, disident a chartista Alexandr Vondra, spoluzakladatel umělecké skupiny Ztohoven Roman Týc, bývalý starosta Junáka a válečný mukl Jiří Navrátil, předsedkyně Státního úřadu pro jadernou bezpečnost Dana Drábová, horolezec a alpinista Marek Holeček, přední český webdesigner Jan Řezáč, matematik a miliardář Karel Janeček, europoslanec a exministr Jiří Pospíšil, aktivista a náměstek primátora Brna Matěj Hollan a mnozí další.
Účastníci Obroku 2015 budou vzpomínat na obří kočkódium, krásné počasí, došlý panthenol, výborný bál, bazén a stříkání hasičskou hadicí. Podle zpráv od účastníků se jednalo o nejpropracovanější Obrok v historii.

### Obrok 2017

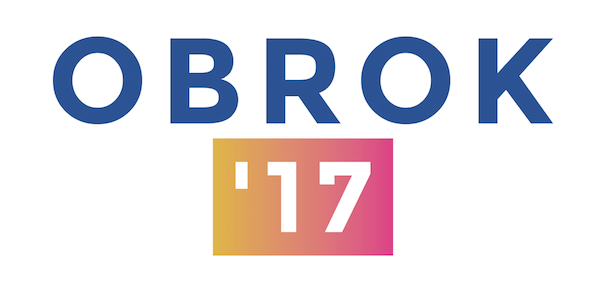
Logo festivalu Obrok 2017

Devátý ročník Obroku se uskutečnil od 7. do 11. června 2017 v areálu Bojiště v Trutnově. Mottem akce byl tentokrát slogan "Jiní, ale stejní. Jiný, ale stejný". Symbolizuje fakt, že do vedení akce nastoupila nová generace skautek a skautů, ale koncept akce se nemění. Maskotem byla liška.

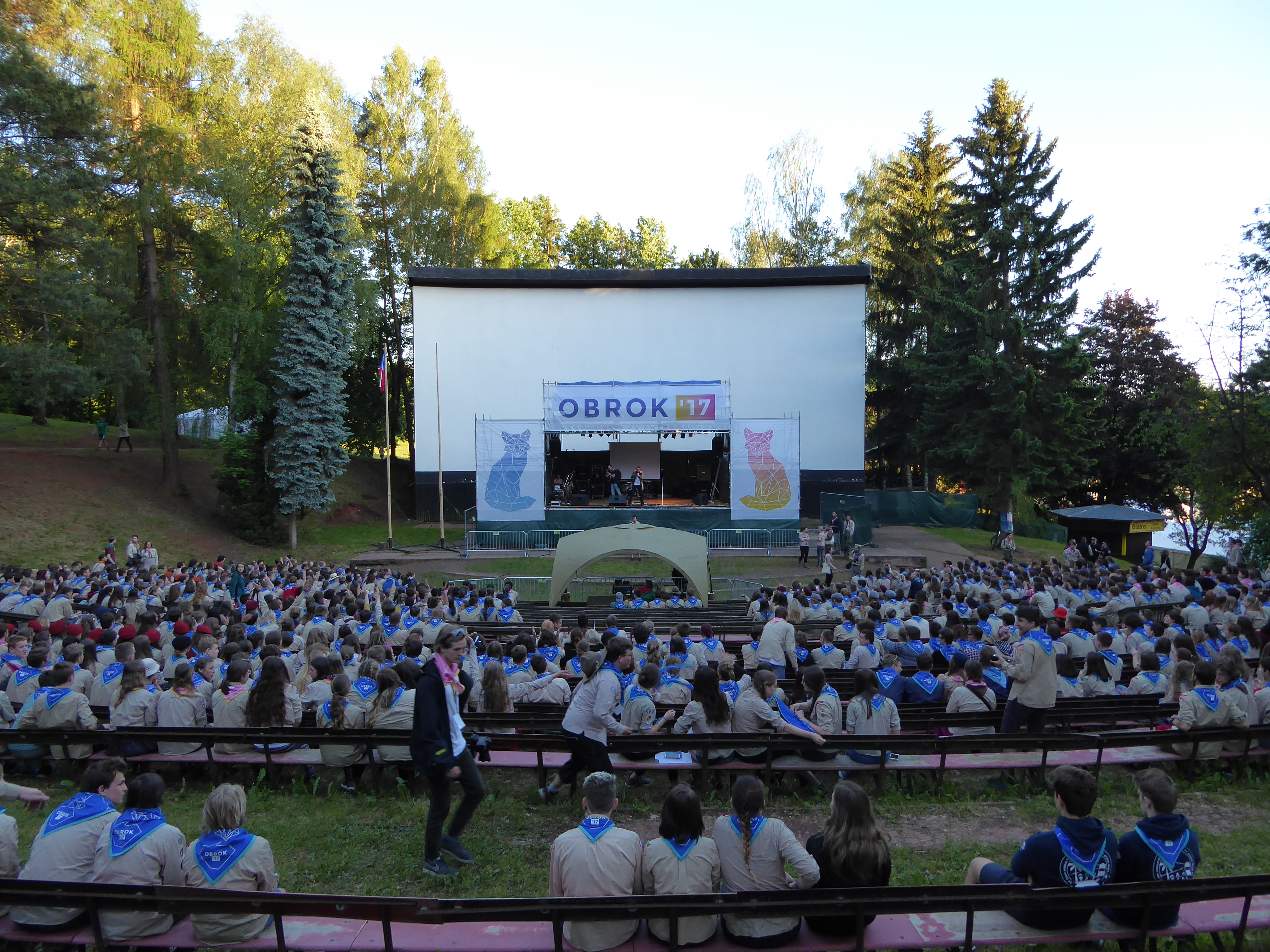
Trutnovský amfiteátr plný skautů

Za programem, koncerty a přednáškami tentokrát přijelo téměř 1 500 účastníků, během Obroku skauti pomohli městu Trutnov a Krkonošskému národnímu parku, zahráli si spolu velkou hru a podpořili Český národní registr dárců dřeně. Kromě toho skauti v areálu, kde se běžně odehrává festival TrutnOFF, postavili kavárnu, kino, relax zónu se čtyřmi bazény a vířivkou, krčmu, čajovnu i muzeum. Sobota patřila na Obroku tradičně přednáškám a workshopům zajímavých lidí. Přijel filantrop Karel Janeček, bavič Kazma, skautka a aktivistka Lucie Myslíková, filmař Janek Rubeš, novinářka Kamila Abbasi, nejmladší český radní a politik Dominik Feri, kavárník Ondřej Kobza a mnozí další. Vedle přednášek se hrály nejrůznější netradiční sporty, například jugger nebo kanjam. Velkým úspěchem Obroku byl také start projektu Skauti na dřeň. Díky spolupráci s Nadací pro transplantace kostní dřeně a trutnovskou nemocnicí byla na akci vybudována mobilní odběrová stanice, kde se mohli skauti a skautky starší 18 let zapsat do registru dárců kostní dřeně. Zatímco v trutnovské nemocnici se ročně zapíše zhruba 60 nových dárců, během Obroku se do Českého národního registru dárců dřeně zapsalo 97 mladých lidí ze skautských řad.
Obrok 2017 na sebe také upozornil skrze crowdfundingovou kampaň na portálu HitHit. Potřebných sto tisíc se podařilo vybrat za tři a půl dne. Na akci upozorňoval také modře přetřený slon, který byl umístěný na hlavním tahu z Hradce Králové do Trutnova.

### Obrok 2019

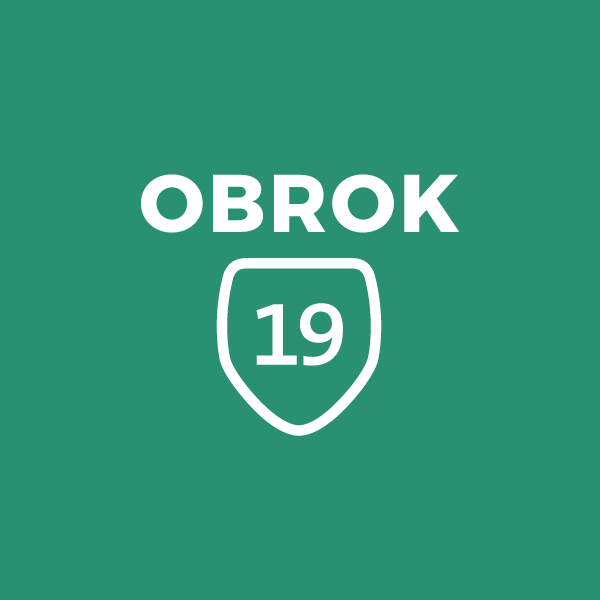
Logo festivalu Obrok 2019

Desátý Obrok se uskutečnil od 22. do 26. května 2019 v areálu parku v okolí Konopiště nedaleko Benešova. Mottem akce bylo slovo "Propojení". Zajímavostí je, že účastnická kapacita byla tentokrát naplněna za 42 minut. 
Program Obroku 2019 odrážela jeho tematická linka, kterou byla historie skautingu na území České republiky. Účastníci v pěti dnech zažili založení a rozkvět skautingu, zákazy nacisty a komunisty i obnovení jeho svobodného fungování po Sametové revoluci v listopadu 1989. Za programem tentokrát přijelo zhruba 1 800 účastníků, mezi hosty byly tentokrát psychiatr Radkin Honzák, lékař Tomáš Šebek, soudkyně Kateřina Šimáčková, režisér Václav Marhoul, ilustrátorka Eliška Podzimková, generál Petr Pavel, moderátor Václav Moravec, senátor Marek Hilšer, moderátorka a patronka projektu SBarvouven.cz Ester Janečková a mnozí další. Televize Seznam během jednoho z večerů natáčela svůj pořad VCentru, hosty Janka Rubeše byli ředitel Skautského institutu Miloš Říha, umělec Roman Týc a skautka Ivka Trummová.
Během Obroku se tentokrát konaly volby do Evropského parlamentu, volební místnosti v Benešově tak zažily dlouhé zástupy skautů a skautek. Během závěrečného ceremoniálu se vzpomnělo také na předchozí ročníky Obroku, vystoupili na něm zástupci téměř všech ročníků.

### Obrok 2021
Výběrové řízení na pořadatele jedenáctého Obroku bylo vypsáno koncem roku 2019. Přihlásil se tým, který chtěl zorganizoval Obrok v areálu Dolní oblasti Vítkovice v Ostravě v místě konání hudebních festivalů Colours of Ostrava či Beats for Love. Akce se měla uskutečnit v květnu 2021, kvůli nejisté pandemické situaci nemoci Covid-19 na území České republiky byla akce zrušena.

### Obrok 2024
Obrok se měl původně uskutečnil už v roce 2023, rozhodnutím Výkonné rady a kvůli připravovanému Národnímu jamboree 2023 byla akce posunuta až na rok 2024. Jedenáctý Obrok se měl původně uskutečnit v parku u zámku Prčice, kvůli technickým komplikacím byl ale počátkem března 2024 přesunut do areálu zámku Valeč v Karlovarském kraji.
Program Obroku byl hodně spjat s představením nového roverského programu. Účastníci se mohli seznámit také s činností různých neziskových organizací, zatančit si na plese, slamovat, sledovat i poslouchat dokumenty, zahrát si s ostatními na hudební nástroje, zajít na koncert nebo vyzoušet karaoke či silent disco. Na přelomu května a června dorazilo do areálu zámeckého parku 1 618 účastníků, 260 členů servis týmu a další stovky hostů. Mezi nimi byla třeba předsedkyně Státního úřadu pro jadernou bezpečnost Dana Drábová, horolezec Radek Jaroš, novinářka Zdislava Pokorná, bývalá ombudsmanka Anna Šabatová, youtuber Janek Rubeš, vojenský důstojník Ivo Zelinka, novinář Jindřich Šídlo nebo třeba mluvčí Ministerstva zahraničí Daniel Drake.
Obrok provázely silné deště, řada programů musela proto mít i "mokrou variantu". 

### Obrok 2027
Další Obrok by se měl konat na jaře 2026. Kvůli kolizi s hostitelstvím mezinárodní akce Intercamp bylo rozhodnuto, že se dvanáctý Obrok uskuteční až na jaře roku 2027.

## Seznam Obroků
| Ročník | Název akce | Kraj                 | Místo               | Datum               | Motto                                          | Počet účastníků |
| ------ | ---------- | -------------------- | ------------------- | ------------------- | ---------------------------------------------- | --------------- |
| 1.     | Obrok 2000 | Kraj Vysočina        | Sklené nad Oslavou  | 28. 4. – 1. 5. 2000 | ---                                            | 446             |
| 2.     | Obrok 2003 | Královéhradecký kraj | Potštejn            | 1.–4. 5. 2003       | Je nás hodně a jsme schopni dělat velké věci!  | 500             |
| 3.     | Obrok 2005 | Kraj Vysočina        | Dobrá nad Sázavou   | 28. 4. – 1. 5. 2005 | ---                                            | 850             |
| 4.     | Obrok 2007 | Jihočeský kraj       | Číměř, Bílá skála   | 4.–8. 5. 2007       | Každý prst ruky nese poselství                 | 1 108           |
| 5.     | Obrok 2009 | Královéhradecký kraj | Jaroměř - Josefov   | 29. 4. – 3. 5. 2009 | Rovering je cesta                              | 1 402           |
| 6.     | Obrok 2011 | Jihomoravský kraj    | Blansko             | 4.–8. 5. 2011       | Rovering je slovo,... pokud o něm jenom mluvíš | 716             |
| 7.     | Obrok 2013 | Plzeňský kraj        | Švihov              | 5.–9. 6. 2013       | Challenge accepted!                            | 975             |
| 7.     | Obrok 2013 | Plzeňský kraj        | Švihov              | 18.–22. 9. 2013     | Challenge accepted!                            | 975             |
| 8.     | Obrok 2015 | Liberecký kraj       | Liberec             | 10.–14. 6. 2015     | Čekám na signál!                               | 1 403           |
| 9.     | Obrok 2017 | Královéhradecký kraj | Trutnov             | 7.–11. 6. 2017      | Jiní, ale stejní. Jiný, ale stejný.            | 1 469           |
| 10.    | Obrok 2019 | Středočeský kraj     | Benešov - Konopiště | 22.–26. 5. 2019     | Propojení                                      | cca 1 800       |
| --     | Obrok 2021 | Moravskoslezský kraj | Ostrava - Vítkovice | 11.–16. 5. 2021     | Až na dřeň / Rubej to tam                      | ---             |
| 11.    | Obrok 2024 | Karlovarský kraj     | Valeč               | 29. 5. – 2. 6. 2024 | ---                                            | cca 2 000       |
| 12.    | Obrok 2027 | bude upřesněno       | bude upřesněno      | bude upřesněno      | bude upřesněno                                 | bude upřesněno  |

## Korbo
Více informací najdete v článku Korbo.
Členové Junáka po skončení Obroku 2015 řadu měsíců diskutovali nad formátem akce a nad tím, jak má Obrok v budoucnu vypadat. Velká část skautů a skautek chtěla zanechat současný formát, skupina lidí kolem vysokoškolského roverského kmene Skrypta navrhla, aby se Obrok 2017 podobal festivalu Burning Man a program vytvářeli sami účastníci. Výkonná rada Junáka se během května 2016 přiklonila ke klasickému formátu akce. Více "punková" verze Obroku se koná od roku 2016 pod názvem Korbo každé září.